# 昆西·丹尼尔斯
昆西·丹尼尔斯（英語：Quincey Daniels，1941年8月4日—），美国男子拳击运动员。他曾代表美国参加1960年夏季奥林匹克运动会拳击比赛，获得男子63.5公斤级铜牌。他也曾参加1963年泛美运动会。